# Olfa Saoudi
Olfa Saoudi (ar. ألفة السعودي; ur. 30 lipca 1994) – tunezyjska, a od 2019 roku bahrajńska judoczka. Startowała w Pucharze Świata w latach 2014-2017. Wicemistrzyni igrzysk afrykańskich w 2015. Zdobyła cztery medale na mistrzostwach Afryki w latach 2015 - 2018. Mistrzyni igrzysk frankofońskich w 2017. Trzecia na MŚ juniorów w 2013 i 2014 roku.